# Malaconotus alius
El gladiador de las Uluguru (Malaconotus alius) es una especie de ave paseriforme en la familia Malaconotidae.

## Distribución y hábitat
Esta rara especie de ave es endémica de las montañas Uluguru en Tanzania. Fue descubierta en 1926 y se pensaba que solo habitaba en un único sitio en la Reserva Boscosa del Norte de Uluguru que abarca unos 84 km². Sin embargo en marzo del 2007, un grupo de investigadores de la Wildlife Conservation Society of Tanzania descubrió su presencia en la Reserva Boscosa del Sur de Uluguru en la región de Morogoro.